# Carrizosa
Carrizosa é um município da Espanha na província de Ciudad Real, comunidade autónoma de Castilla-La Mancha, de área 45 km² com população de 1552 habitantes (2006) e densidade populacional de 60,56 hab/km².

## Demografia

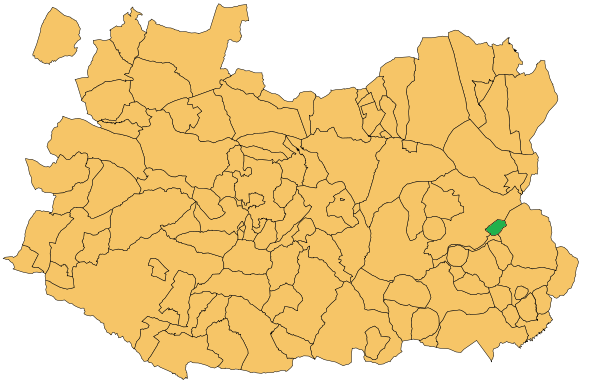
Mapa de localização

| Variação demográfica do município entre 1991 e 2004 | Variação demográfica do município entre 1991 e 2004 | Variação demográfica do município entre 1991 e 2004 | Variação demográfica do município entre 1991 e 2004 |
| --------------------------------------------------- | --------------------------------------------------- | --------------------------------------------------- | --------------------------------------------------- |
| 1991                                                | 1996                                                | 2001                                                | 2004                                                |
| 1761                                                | 1725                                                | 1597                                                | 1568                                                |